# Helen Zahavi
Helen Zahavi (Londra, 1966) è una scrittrice britannica di origine polacca.
Ha lavorato come traduttrice dalla lingua russa prima di pubblicare il suo primo romanzo, Dirty Weekend nel 1991. L'opera è stata tradotta in 13 lingue ed è diventata anche un film, diretto da Michael Winner.
Attualmente, vive e lavora a Parigi.

## Opere
- 1991 Sporco week-end (Dirty weekend)
- 1994 True Romance
- 1998 Donna and the Fatman